# Panamawiel

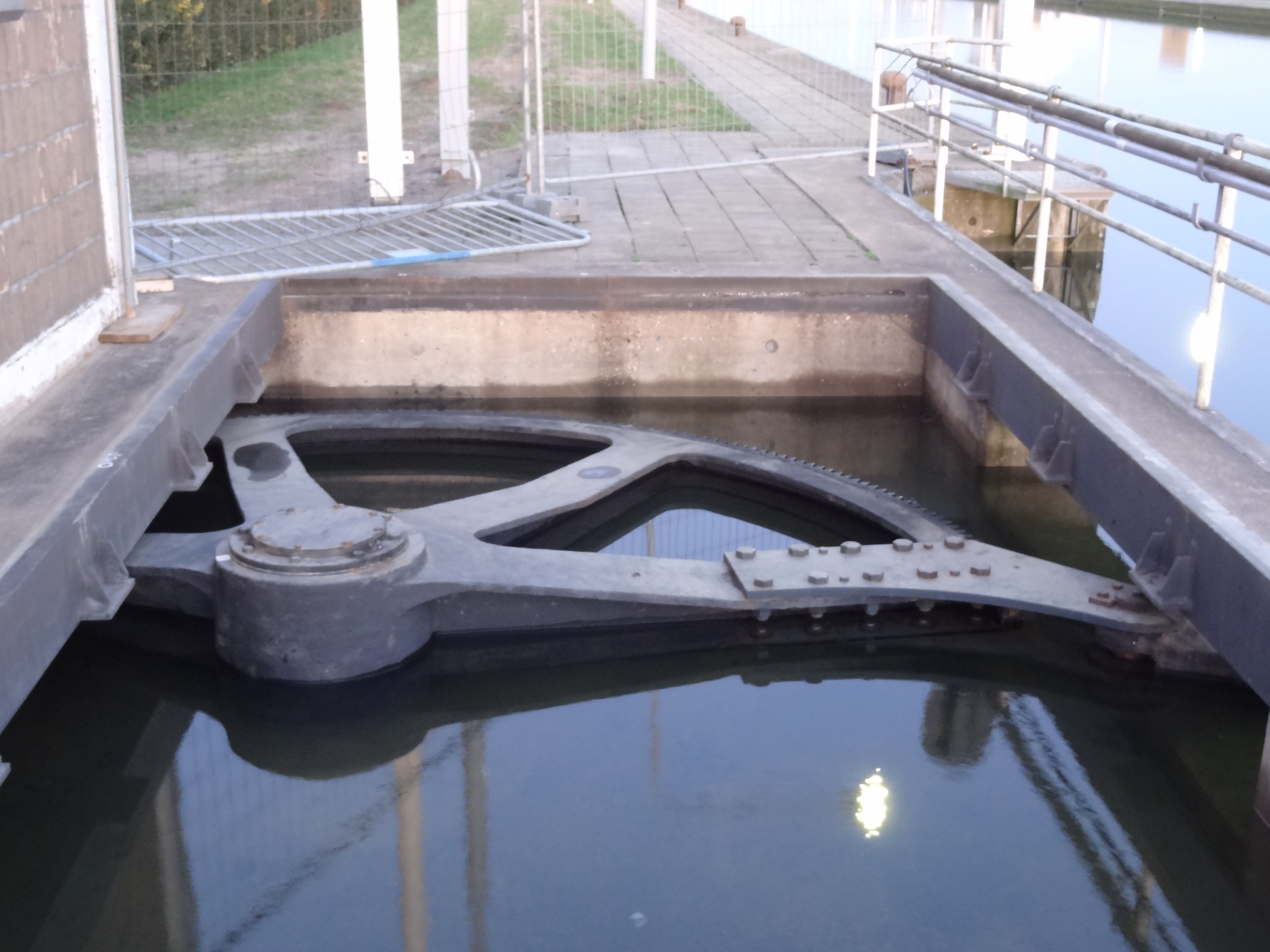
Half panamawiel van Sluis Amerongen

Een panamawiel is een wiel dat deel uitmaakt van een panamawielaandrijving. Een panamawielaandrijving bestaat uit een aangedreven tandwiel, het panamawiel, waaraan een trek-duwstang is bevestigd die aansluit op een beweegbaar object zoals de puntdeur van een schutsluis of het beweegbare deel van een basculebrug. De Amerikaanse ingenieur Schildhauer heeft rond 1880 dit systeem ontworpen voor het bewegen van sluisdeuren. Het systeem compenseert de wisselende krachten die optreden bij het openen en sluiten daarvan. De naam is afkomstig van het Panamakanaal waar de aandrijving voor het eerst is toegepast.
Met panamawiel wordt ook vaak de gehele aandrijving bedoeld.

## Werking

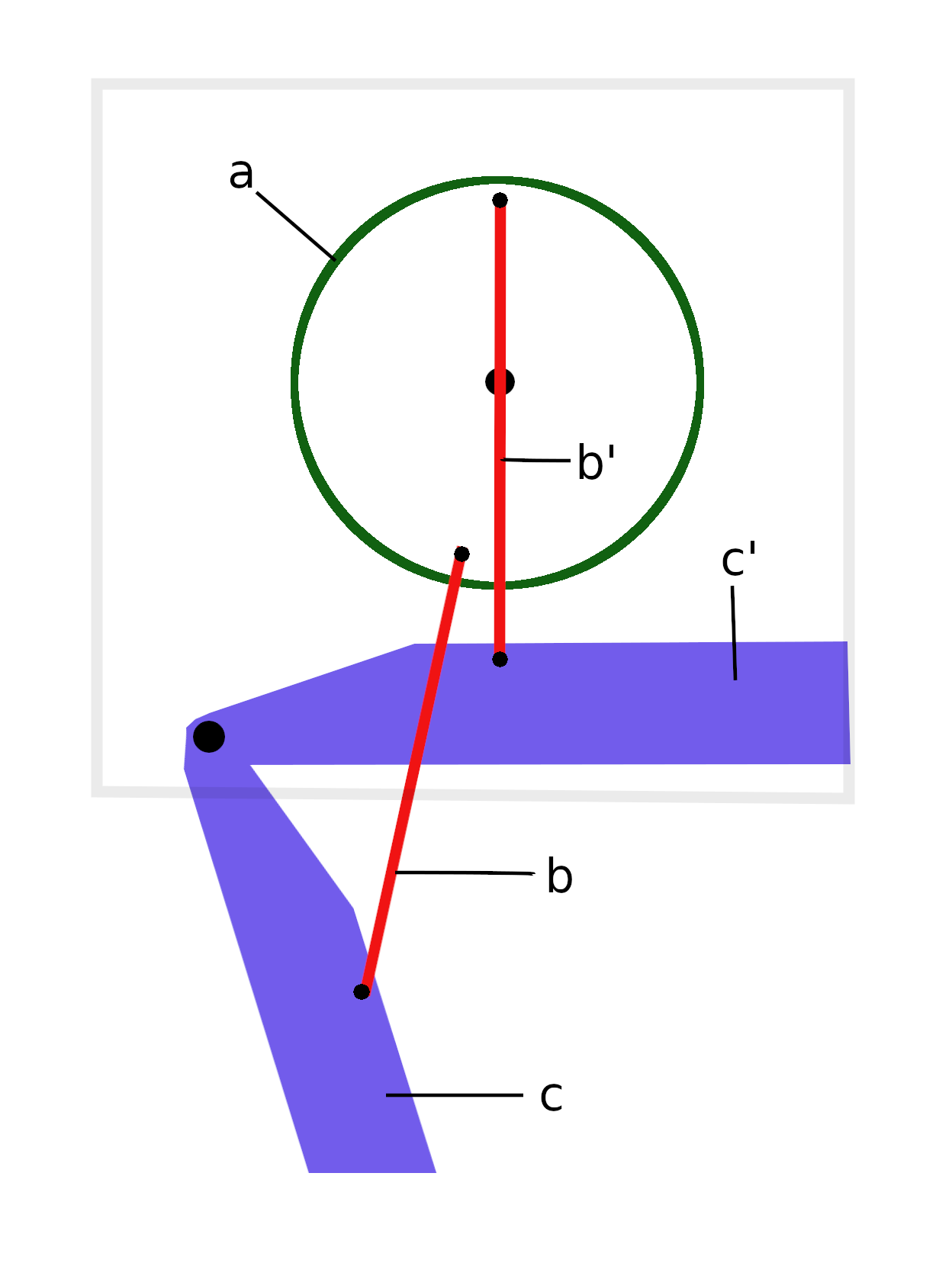
Afbeelding 1. Schematische weergave van een panamawielaandrijving

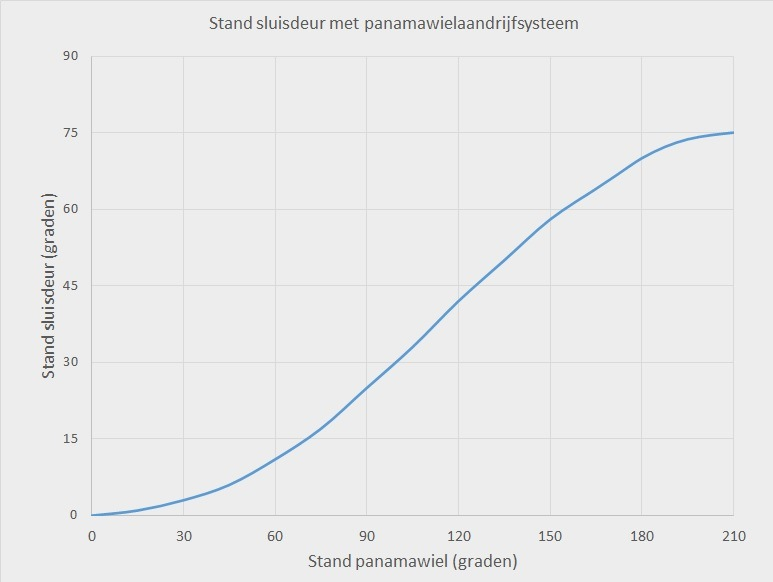
Afbeelding 2. Stand sluisdeur t.o.v. stand panamawiel

Afbeelding 1 is vereenvoudigde weergave van een panamawielaandrijving die gebruikt wordt om een puntdeur van een sluis te bewegen.
De aandrijving bestaat uit een tandwiel dat om een verticale as draait, het panamawiel (a), waaraan een trek-duwstang (b) is bevestigd die weer aansluit op de puntdeur (c) van een sluis. Als de puntdeur geopend moet worden, wordt het panamawiel (a) linksom door middel van een rondsel aangedreven. De trek-duwstang beweegt naar positie (b') en trekt de puntdeur in de gewenste stand (c'). Bij sluiting geschiedt dit in omgekeerde richting.
Het bevestigingspunt van de stang op het wiel beweegt bij aanvang van de deurbeweging loodrecht op de stang. De aanvangssnelheid is daardoor laag en de uitgeoefende kracht op de puntdeur hoog. Naarmate het wiel verder draait neemt de snelheid van de beweging van de puntdeur toe. Aan het einde van de deurbeweging neemt de snelheid weer af. Zie afbeelding 2.
Het verdienstelijke van deze aandrijving is dat bij eenparige snelheid van het wiel de op de puntdeur uitgeoefende krachten bij het begin en einde van de beweging het grootst zijn, juist wanneer dit nodig is. Bovendien geschiedt de versnelling en de vertraging zeer geleidelijk: het 'panama-effect'. Een snelheidsregeling dan ook niet nodig.

## Toepassingen

### Schutsluizen
De panamawielaandrijving is ontwikkeld voor schutsluizen. Na 1900 werd dit systeem in Nederland toegepast voor grote sluisdeuren en werd het verbeterde of halve panamawiel ontwikkeld. De trek-duwstang kon dan in het vlak van het wiel worden geplaatst en zo werd wringing voorkomen. Bij te ver doordraaien liep het halve wiel uit de tanden van het rondsel waardoor de beweging vanzelf stopte.
Het halve panamawiel is in ieder geval tot het eind van de twintigste eeuw toegepast, onder meer in de Krammersluizen. Wel gebeurde dit steeds minder, omdat het een dure, storings- en onderhoudsgevoelige constructie is die niet goed tegen onderwatertoepassing kan.
Als de oude aandrijving aan vervanging toe is, wordt er (vaak) gekozen voor een aandrijving met een hydraulische cilinder. Voordeel is dat er maar één hydraulische pomp nodig is die zowel de eb- als de vloeddeuren kan bedienen. In de oude situatie was een complete aandrijving per sluisdeur nodig.

### Basculebruggen
Door het 'panama-effect' is de aandrijving heel geschikt om toe te passen bij basculebruggen. Net als bij sluisdeuren is er behoefte aan een geleidelijke versnelling respectievelijk vertraging van de brugbeweging en is de belasting aan het begin en het eind van de brugbeweging veelal het grootst.
De trek-duwstangen zijn voorzien van een veerconstructie. Deze veerconstructie maakt het mogelijk om het beweegbare deel van de brug in gesloten stand gecontroleerd vast te drukken en zorgt ervoor dat nastellen niet nodig is. Verder kan de veerconstructie de wisselende belasting bij wind en bij een noodstop opvangen.

## Fotogalerij

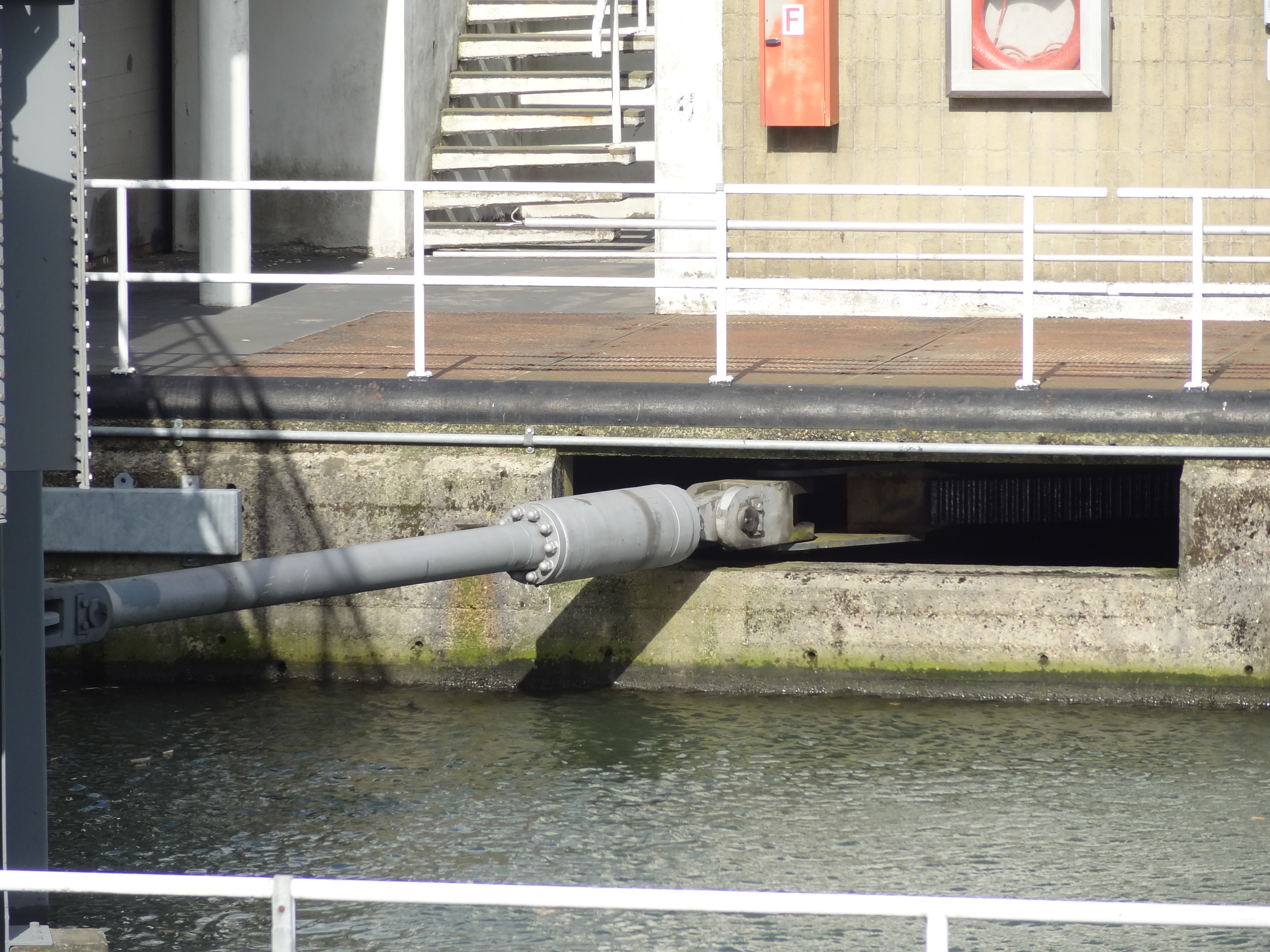
Trek-duwstang van de panamawielaandrijving - Sluis Hagestein
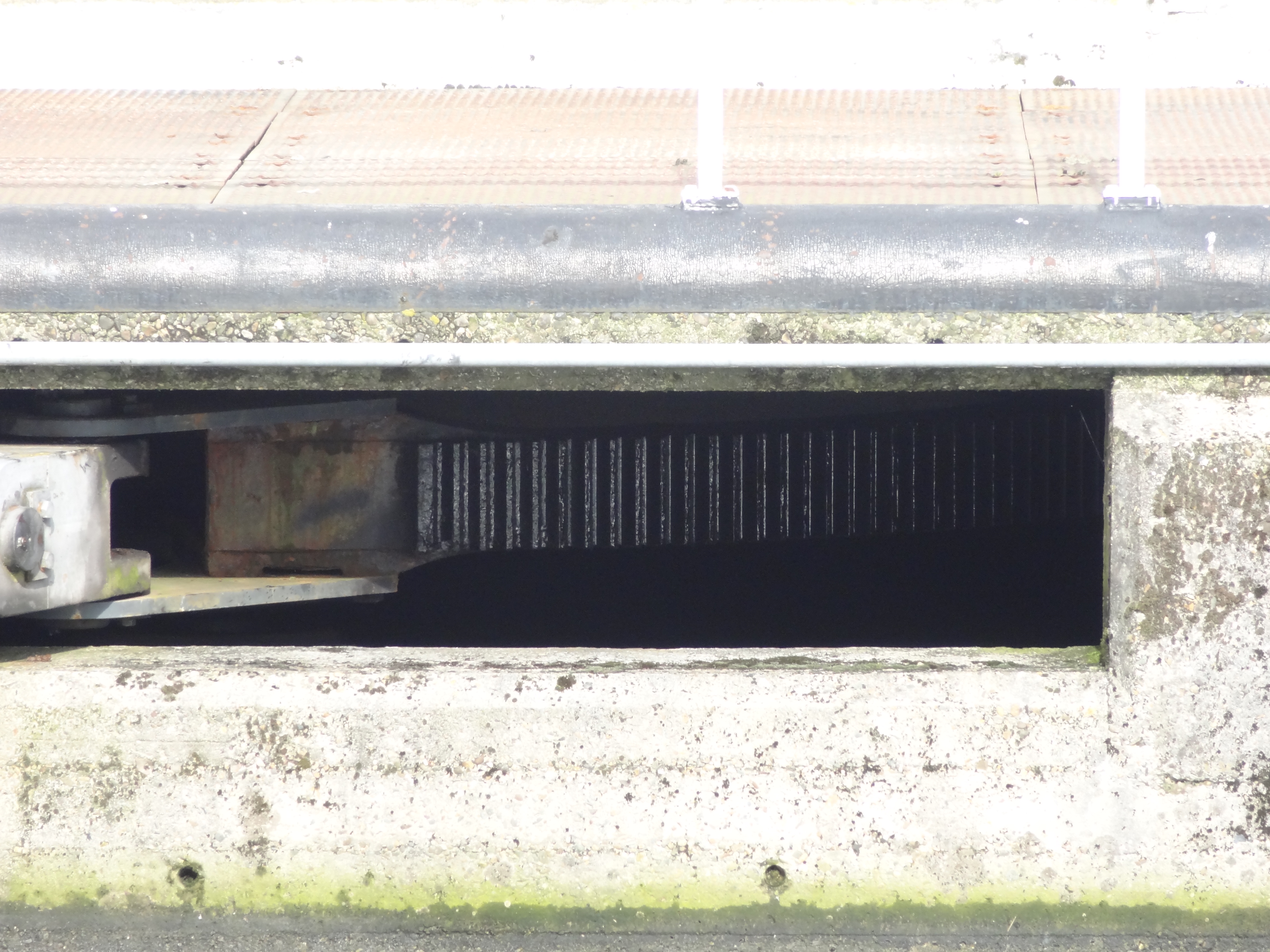
Detail van het panamawiel - Sluis Hagestein
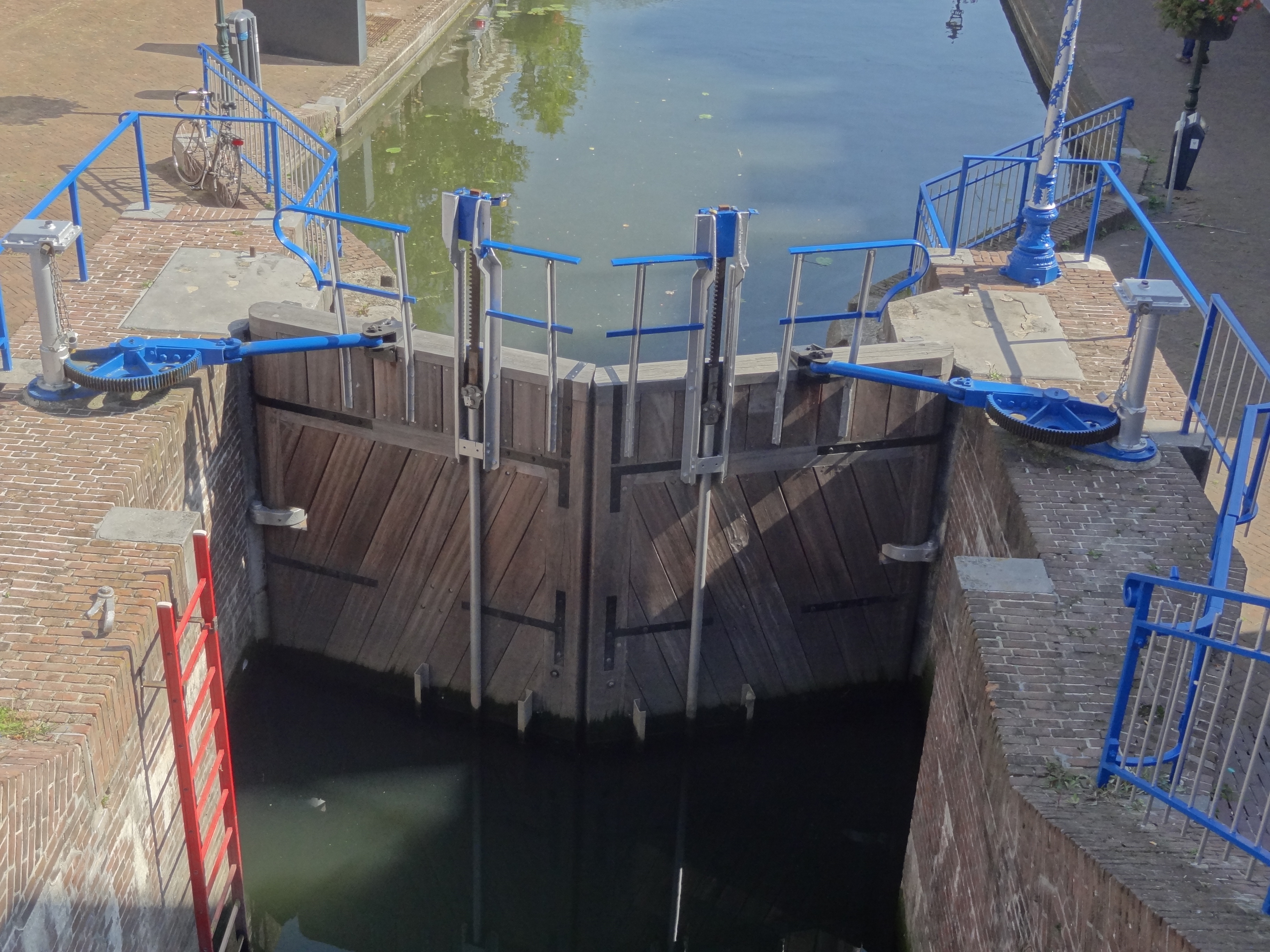
Monsterse sluis (Maassluis) met panamawielen
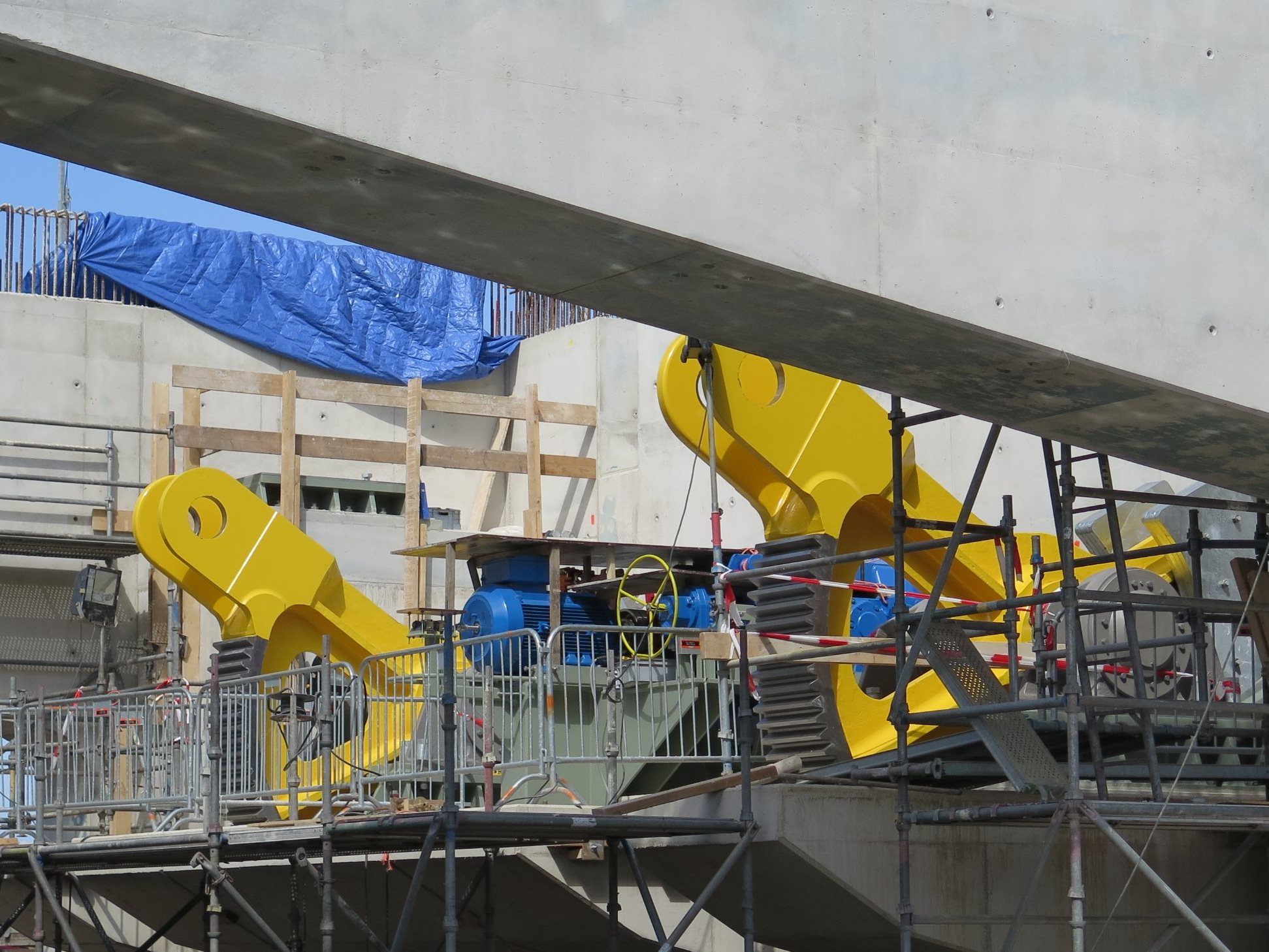
Panamawielen van de Amaliabrug in aanbouw